# Jules Mayné
Jules Mayné, né le 15 août 1892 et mort le 15 mars 1928 à Gand en Belgique, est un footballeur international belge qui joue au poste de gardien de but.
Il évolue au Racing Club de Bruxelles de 1910 à 1914 et est trois fois international belge en 1912 et 1913.
Après la guerre 1914-1918, il joue encore à l'ARA La Gantoise et au CS Verviétois.

## Palmarès
- International belge A en 1912 et 1913 (3 sélections)
- Première sélection : le 9 novembre 1912, Angleterre-Belgique, 4-0 (match amical)